# Kokoszki (Rozogi)
Kokoszki (deutsch Kokosken, 1938 bis 1945 Kleinlindengrund) ist ein kleines Dorf in der polnischen Woiwodschaft Ermland-Masuren und gehört zur Gmina Rozogi (Landgemeinde Friedrichshof) im Powiat Szczycieński (Kreis Ortelsburg).

## Geographische Lage
Kokoszki liegt in der südlichen Mitte der Woiwodschaft Ermland-Masuren, 26 Kilometer östlich der Kreisstadt Szczytno (deutsch Ortelsburg).

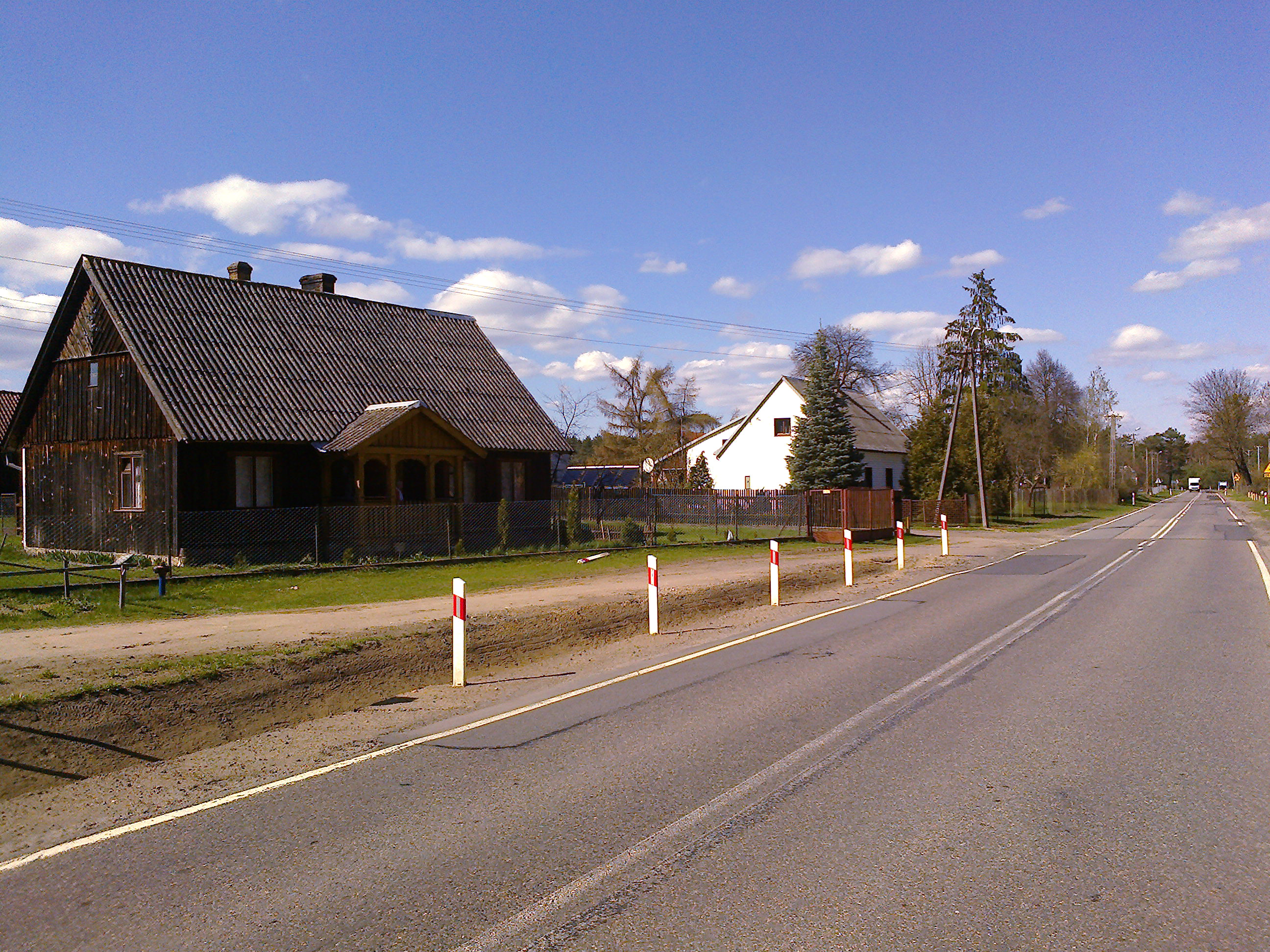
Ortsdurchfahrt Koskoszki

## Geschichte
Der seinerzeit Kokoschken genannte Ort wurde am 26. Juli 1784 gegründet. Im Jahre 1835 wurden hier sieben Bauern gezählt.
Im Jahre 1874 wurde das Dorf in den neu errichteten Amtsbezirk Friedrichsfelde (polnisch Chochół) im ostpreußischen Kreis Ortelsburg eingegliedert. Am 18. August 1881 wurde es in den Amtsbezirk Farienen (polnisch Faryny) umgegliedert.
Zusammen mit den Landgemeinden Lipniak (bei Farienen, 1938 bis 1945 Lindenheim, polnisch Lipniak) und Wysockigrund schloss sich Kokosken am 8. Januar 1894 zur neuen Landgemeinde Wysockigrund (1932 bis 1945 Lindengrund, polnisch Wysoki Grąd) zusammen. Die Ortschaft Kokosken wurde am 3. Juni – amtlich bestätigt am 16. Juli – 1938 aus politisch-ideologischen Gründen der Abwehr fremdländisch erscheinender Ortsnamen in „Kleinlindengrund“ umbenannt.
In Kriegsfolge kam Kleinlindengrund 1945 mit dem gesamten südlichen Ostpreußen zu Polen und erhielt die polnische Namensform „Kokoszki“. Heute ist es eine kleine Ortschaft im Verbund der Landgemeinde Rozogi (Friedrichshof) im Powiat Szczycieński (Kreis Ortelsburg), bis 1998 der Woiwodschaft Ostrołęka, seither der Woiwodschaft Ermland-Masuren zugeordnet. Im Jahre 2011 zählte Kokoszki 27 Einwohner.

## Kirche
Bis 1945 war Kokosken resp. Kleinlindengrund in die evangelische Kirche Friedrichshof in der Kirchenprovinz Ostpreußen der Kirche der Altpreußischen Union eingepfarrt. Heute gehören die evangelischen Einwohner Kokoszkis zur Pfarrei in Szczytno (Ortelsburg) in der Diözese Masuren der Evangelisch-Augsburgischen Kirche in Polen.
Vor 1945 gehörte die römisch-katholische Bevölkerung zur Pfarrei in Liebenberg (polnisch Klon) im damaligen Bistum Ermland. Heute ist sie in der Kirche in Faryny (Farienen) im jetzigen Erzbistum Ermland eingegliedert.

## Verkehr
Kokoszki liegt an der verkehrsreichen Landesstraße 59, die die Kreisstädte Giżycko (Lötzen) und Mrągowo (Sensburg) mit Rozogi (Friedrichshof) verbindet. Außerdem führt eine Nebenstraße von Karwica (Kurwien) nach hier.
Ein Bahnanschluss besteht nicht mehr. Bis 1961 war Lipniak (Lipniak, 1938 bis 1945 Lindenheim, polnisch Lipniak) die nächste Bahnstation, die in polnischer Zeit „Lipniak Kokoszki“ hieß und an der heute nicht mehr befahrenen Bahnstrecke Puppen–Myszyniec der Ortelsburger Kleinbahn bzw. Polnischen Staatsbahn lag.